# Mark Bowen
Pour les articles homonymes, voir Mark Bowen (écrivain).
Mark Rosslyn Bowen est un footballeur gallois né le 7 décembre 1963. Il évoluait au poste de défenseur.